# Szant járás (Szelenga)
Szant járás (mongol nyelven: Сант сум) Mongólia Szelenga tartományának egyik járása. Szühebátor tartományi székhelytől délnyugatra terül el.